# Nucleosome

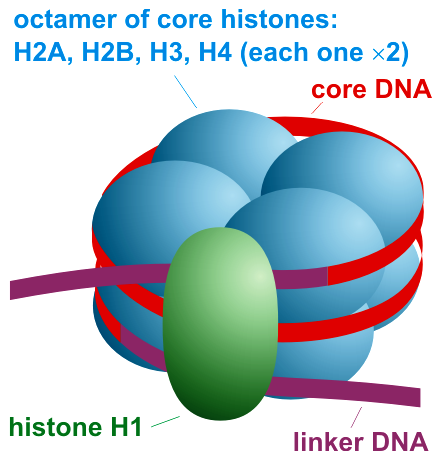
Hình 1: Thành phần một nucleosome: Bát hợp phân tử (octamer) có 8 histone là lõi, gồm 2 H2A + 2H2B + 2H3 + 2H4; còn H1 ở ngoài. Đoạn DNA gồm khoảng 150 bp.

Nucleosome (nuclêôxôm) là một đơn vị cơ bản cấu tạo nên nhiễm sắc thể của hầu hết sinh vật nhân thực. Mỗi nucleosome gồm một đoạn DNA quấn xung quanh một lõi có phức hợp tám phân tử histôn gọi là octamer (hình 1). Về bản chất hoá học, nucleosome là một loại nuclêôprôtêin.
Thuật ngữ nuclêôxôm là từ được dịch theo kiểu phiên âm khái niệm này bằng tiếng Pháp "nucléosome" gốc từ tiếng Anh là "nucleosome" (phát âm IPA: /nuˈklioʊsʌm/). Thuật ngữ này cũng đã được dịch là thể nhân; trong trường hợp này cần phân biệt với khái niệm thể nhân thuộc lĩnh vực luật học. Ở mức độ đơn giản, một nucleosome có thể so sánh với tổ hợp gồm sợi chỉ quấn quanh một ống.

## Cấu trúc
- Mỗi nucleosome có đường kính 11 nm, gồm một đoạn DNA quấn quanh lõi histon:[2][6][8]

- Đoạn DNA này gồm khoảng 146 bp (cặp nuclêôtit) quấn quanh lõi khoảng 1 3/4 vòng và được "chặn" bởi histon H1.
- Lõi histon gồm 8 phân tử tạo thành phức hợp gọi là bát hợp phân tử (octamer) có bốn cặp kí hiệu là: (H2A + H2B + H3 + H4) x 2.
- Chuỗi các nucleosome tạo thành sợi cơ bản.[1][6] Mỗi sợi cơ bản gồm các nucleosome và đoạn DNA nối dài khoảng 80 - 90 bp, lặp đi lặp lại tạo thành sợi nhiễm sắc (chromatine), rồi cuộn xoắn phức tạp nhưng có tổ chức tạo thành nhiễm sắc thể trong tế bào nhân thực.[1][6][11] Nhờ đó bộ gen được đóng gói ở trong nhân một cách gọn gàng (ở một tế bào người, tổng chiều dài DNA xấp xỉ 2 m nhưng đã nằm gọn trong nhân chỉ có đường kính khoảng 1 µm).

## Vai trò
- Nucleosome mang thông tin di truyền biểu sinh dưới dạng các biến đổi cộng hóa trị của các histone cốt lõi của chúng. Các cấu trúc dạng hạt đã được quan sát dưới kính hiển vi điện tử (Don và Ada Olins năm 1974),[12] và kiểu tồn tại và cấu trúc của nó được Roger Kornberg nêu ra.[13][14]
- Nucleosome là một cấu trúc ức chế gen, bởi vì khi DNA bị quấn và "chặn" như vậy sẽ không thể nhân đôi hoặc phiên mã.[15][16] Nói đúng hơn, nucleosome nói riêng và nhiễm sắc tử nói chung góp phần điều hoà gen trong tế bào nhân thực.[1][2][6]
- Nucleosome nói riêng và nhiễm sắc tử nói chung còn giữ vai trò lưu giữ và bảo quản thông tin di truyền.

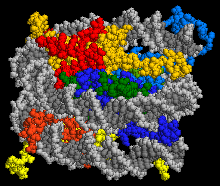
Hình 2: Mô hình cấu trúc tinh thể của nucleosome. Các histone được tô màu = H2A, H2B, H3 và H4, DNA màu xám.

Trái ngược với hầu hết các tế bào nhân thực, tế bào tinh trùng trưởng thành lại thường sử dụng các protamine để "đóng gói" DNA của nó, do khả năng đạt được tỷ lệ nén cao hơn.

## Thư viện ảnh

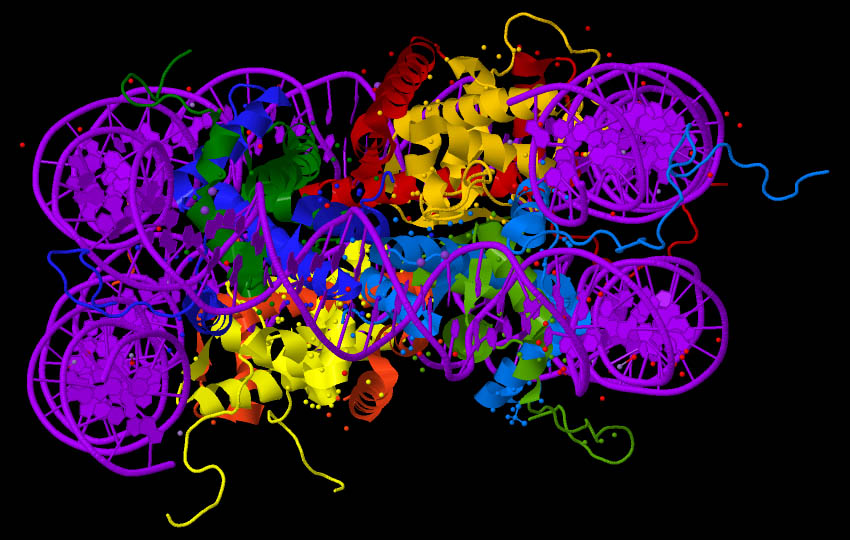
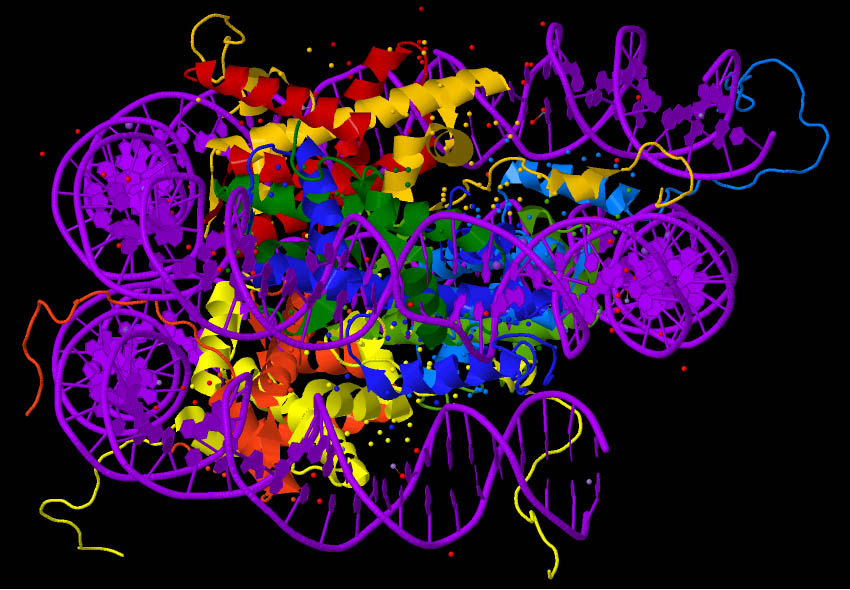
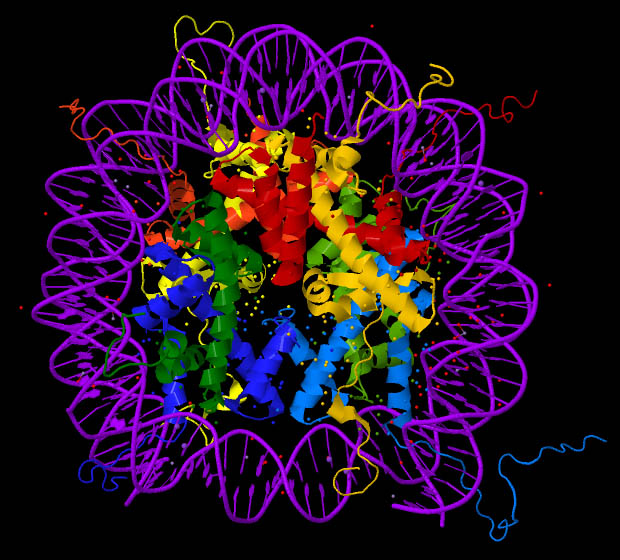

Cấu trúc tinh thể của nhân nucleosome (Bản mẫu:Pdb) - các cách nhìn khác nhau cho thấy chi tiết về gấp nếp và tổ chức histone. Các histone H2A, H2B, H3, H4 và DNA được nhuộm màu.